# Andrzej Konrad Gostomski
Andrzej Konrad Gostomski herbu Nałęcz – podkomorzy malborski w latach 1765–1785, miecznik ziem pruskich w latach 1762–1765, regent ziemski wschowski w latach 1752–1762, pisarz grodzki poznański.
W 1764 roku na sejmie koronacyjnym wyznaczony do komisji do compositio inter status oraz wyznaczony ze stanu rycerskiego do Asesorii Koronnej.